# Colonia Benito Juárez, Villa Aldama
Colonia Benito Juárez är en ort i Mexiko.   Den ligger i kommunen Villa Aldama och delstaten Veracruz, i den sydöstra delen av landet, 210 km öster om huvudstaden Mexico City. Colonia Benito Juárez ligger 2 508 meter över havet och antalet invånare är 694.
Terrängen runt Colonia Benito Juárez är varierad, och sluttar norrut. Runt Colonia Benito Juárez är det ganska tätbefolkat, med 86 invånare per kvadratkilometer. Närmaste större samhälle är Perote, 11,1 km sydväst om Colonia Benito Juárez. I omgivningarna runt Colonia Benito Juárez växer huvudsakligen savannskog.